# Второе правительство Имре Надя
Совет министров Венгерской Народной республики под председательством Имре Надя (также Второе правительство Надя, венг. Második Nagy Imre-kormány) — правительство ВНР, функционировавшее с 24 октября по 2 ноября 1956 года в ходе Венгерского восстания. Было образовано согласно решению руководства ВПТ, принятого под давлением восставших ночью 23 октября.
Первоначально представляло собой правительство большинства ВПТ и осуждало восстание, предпринимая против него силовые меры, но 27—28 октября Имре Надь открыто поддержал восставших и преобразовал его в коалиционное правительство с участием двух представителей ликвидированной в 1948 году ПМСХ, также исключив наиболее консервативно настроенных министров, что привело к фактическому выходу из него части членов. 2 ноября, после роспуска ВПТ и легализации многопартийности, было преобразовано в коалиционное правительство.

## История
23 октября 1956 года состоявшаяся в Будапеште 200-тысячная демонстрация, проходившая под лозунгами в поддержку опального премьера Имре Надя и требованиями отставки дискредитировавшего себя сталинистского руководства страны во главе с Эрнё Гере, переросла в столкновения протестующих с силами AVH у здания Дома радио. Ситуация быстро вышла из-под контроля властей, на сторону восставших начали переходить дислоцированные в городе подразделения венгерской армии, благодаря чему у тех появилось много оружия. Мятежники повалили памятник Сталину, захватили здания радиокомитета, газеты «Szabad nép», телефонного центра и казарм. Неорганизованные попытки правительственных сил воспрепятствовать этому ни к чему не привели и Герё, в соответствии с Варшавским договором, ночью того же дня запросил помощи у СССР, на следующий день его просьба была продублирована в письменном виде премьер-министром страны Андрашем Хегедюшем.
В 23 часа на основании решения Президиума ЦК КПСС, начальник Генштаба Вооружённых сил СССР маршал В. Д. Соколовский приказал командиру Особого корпуса начать выдвижение в Будапешт для оказания помощи венгерским войскам «в восстановлении порядка и создания условий для мирного созидательного труда». Соединения и части Особого корпуса прибыли в Будапешт к 6 часам утра 24 октября и вступили в бои с повстанцами.
В ночь с 23 на 24 октября 1956 года руководство правящей Венгерской партии трудящихся приняло решение — пойти на уступки и выполнить главное требование восставших, восстановив Имре Надя в должности премьера, которую он уже занимал в 1953—1955 годах. В состав нового правительства Венгрии вошли, в основном, представители умеренной части ВПТ, которые не были дискредитированы активным сотрудничеством с режимом Ракоши, но при этом и не поддерживали отказ от народно-демократического строя.
В полдень 24 октября по венгерскому радио объявили о введении в Будапеште режима чрезвычайного положения и установлении комендантского часа. Жителям города запрещалось выходить на улицы в ночное время до 7 часов утра, проводить митинги и собрания. Восставшим предлагалось прекратить вооружённую борьбу и сложить оружие, однако эти меры не привели к улучшению ситуации. Правительство также отказало активистам ВПТ и членам Союза партизан в выдаче им оружия для борьбы с восставшими. Позже это решение было принято, однако направленное в райкомы и на крупные предприятия оружие оказалось в руках повстанцев. Когда же венгерское правительство приняло решение вооружить рабочих, руководство Министерства обороны сообщило, что не имеет возможности обеспечить их оружием. Позднее, когда оружие нашлось, органы власти не проконтролировали его доставку, и оно опять в немалом количестве попало в руки восставших.
24 октября по радио были оглашены обращения ЦР ВПТ и Имре Надя (от имени правительства) к народу. В них подчёркивалось, что контрреволюционные силы преследуют цель «воспрепятствовать осуществлению важнейшего намерения нашей партии и правительства по обеспечению лучших жизненных условий народа путём устранения недостатков». ЦР ВПТ призывало трудящихся дать отпор «желающим наложить руку на народную власть» контрреволюционным силам. Премьер-министр И. Надь отметил, что «к мирной демонстрации присоединились враждебные элементы и выступили против народно-демократической власти». В обращении события официально квалифицировались, как «контрреволюционный мятеж».
25 октября бои между восставшими и сторонниками правительства велись не только в Будапеште, но и в остальных городах; в некоторых из них, например в Дьёре, выступления носили антикоммунистический характер и имели антисоветскую направленность. Однако Имре Надь надеялся решить кризис мирным путём: в тот же день он приказал частям ВНА не применять оружия против мятежников и отменил, без согласования с советским командованием, режим комендантского часа. При этом Надь, выступив по радио, признал неизбежность советского военного вмешательства.
В тот же день в Будапешт прибыл председатель КГБ СССР И. А. Серов, который на экстренном заседании Министерства внутренних дел ВНР заявил, что на улицах Будапешта находятся «ударные силы фашистов и империалистов». Возразивший ему глава полиции Будапешта Шандор Копачи (вскоре перешёл на сторону повстанцев, будет впоследствии арестован) ответил, что «на демонстрации вышли не фашисты и прочие империалисты, а студенты университетов, лучшие сыны и дочери рабочих и крестьян, цвет нашей интеллигенции...». Эта точка зрения постепенно проникала и в правительство.
26 октября премьер-министр Имре Надь выступил с предложением квалифицировать происходящее не как «контрреволюционный мятеж», а как «национально-демократическую революцию». Руководство ВПТ во главе с Эрнё Герё не согласилось с этим, но в тот же день центральный орган ВПТ, газета «Szabad nép», выпустила две статьи, включая редакционную передовицу «Рассветает», которые, по словам Яноша Кадара, «морально, можно сказать, почти целиком дезорганизовали оборону народной республики. Эти статьи не отражали позиции Центрального Комитета». В данных статьях впервые происходящее в стране открыто оценивалось, как национальная революция, но было также признано, что в демократическое и национальное движение включились и контрреволюционные элементы.
27 ноября Надь ввёл в состав правительства бывшего президента Венгерской республики Золтана Тилди и Белу Ковача, двух представителей правой Партии мелких сельских хозяев, бывшей правящей в 1945—1948 годах и ликвидированной после прихода к власти коммунистов. Также в правительство вошёл Ференц Эрдеи из партии Петёфи. После этого, из правительства начался выход наиболее негативно настроенных к происходящим событиям членов, таких как Андраш Хегедюш, Ференц Мюнних, Иштван Бата и Ласло Пирош. Они бежали из Венгрии на территорию СССР и начали устанавливать контакты с советским руководством.
28 октября новое руководство ВПТ во главе с поддерживавшим в то время Надя Яношем Кадаром признало оценку Надя, что означало фактическое прекращение сопротивления восстанию со стороны правящей партии. В тот же день, выступая по радио, глава правительства объявил об успехе «национально-демократической революции» и сообщил о том, что им, по итогам переговоров с Анастасом Микояном и Михаилом Сусловым, достигнуто соглашение о выводе советских войск из Будапешта и о начале переговоров о полном выводе вооружённых сил СССР из Венгрии. Надь принял требования восставших о ликвидации органов безопасности, включении повстанческих отрядов в состав армии, повышении минимального уровня пенсий и зарплаты. Правительство намеревалось внести в парламент законопроекты о провозглашении 15 марта (день начала революции 1848 года) национальным праздником и о замене существующего государственного герба гербом Кошута (использовался в Венгерской республике 1945—1948 годов). В этот же день Имре Надь впервые открыто заявил по радио о своей поддержке восстания:

Правительство осуждает взгляды, в соответствии с которыми нынешнее грандиозное народное движение рассматривается как контрреволюция...
Надежды правительства восстановить путём уступок спокойствие не оправдались. Партийный актив, защищавший административные и общественные здания, министерства и партийную собственность, получил приказ Имре Надя — немедленно сдать всё наличное оружие. Наиболее дисциплинированные коммунисты его выполнили, и позже многие из них поплатились за это жизнью, будучи убитыми повстанцами и не имея при этом оружия для самообороны. По всей стране начались массовые расправы над коммунистами, сотрудниками AVH и теми, кто подозревался восставшими в симпатиях к СССР.
30 октября было принято решение о роспуске ВПТ и создании вместо неё Венгерской социалистической рабочей партии. Временный её исполком возглавил Янош Кадар, в него вошли 7 человек — преимущественно, сторонники Имре Надя. В тот же день правительство Надя объявило о ликвидации однопартийности, что было поддержано Кадаром в целях «избежания дальнейшего кровопролития». Это не помешало повстанцам в тот же день захватить штурмом здание Будапештского горкома ВПТ на площади Республики, смертельно ранив первого секретаря городского комитета партии Имре Мезё и зверски убив 24 защищавших его венгерских солдата. 
Эта, а также другие, расправа серьёзно поколебали взгляды Кадара, который 1 ноября в 21.50 выступил по радио с обращением в поддержку Имре Надя, но после этого покинул Будапешт и в сопровождении трёх человек, включая сотрудника советского посольства, прибыл на аэродром Текель, где находился штаб Особого корпуса. Комментируя обстановку в Будапеште, Кадар ответил советским офицерам, что вышел из состава правительства Имре Надя и теперь думает, что делать дальше. В тот же день началась передислокация советских войск в Одесском и Прикарпатском военных округах.
Хотя правительство Имре Надя поддержало восстание, его власть признали далеко не все мятежники. Освобождённый из тюрьмы примас католической церкви кардинал Йожеф Миндсенти, выступая по радио 31 октября, заявил о своём несогласии с политикой правительства, потребовал привлечь его к ответственности, восстановить частную собственность на средства производства и ту роль, которую ранее играла католическая церковь, а Йожеф Дудаш и его боевики захватили редакцию газеты «Szabad nép», где начали издавать собственную газету. Дудаш объявил о непризнании правительства Имре Надя и формировании собственной администрации.
В 4 часа дня 1 ноября состоялось экстренное заседание Совета министров Венгрии, единогласно принявшее постановление о выходе страны из Варшавского Договора и Декларацию о нейтралитете Венгрии. Надь обратился в ООН с посланием, в котором просил помощи для защиты венгерского нейтралитета. Вечером в 19 часов 45 минут Имре Надь обратился по радио к венгерскому народу с речью, в которой огласил Декларацию о нейтралитете. Своё выступление он завершил словами:

Призываем наших соседей, как ближние, так и дальние страны, уважать неизменное решение венгерского народа. Несомненно, что наш народ так един в этом решении, как, пожалуй, никогда ещё в течение всей своей истории.

Миллионы венгерских трудящихся! Храните и укрепляйте с революционной решимостью, самоотверженным трудом и восстановлением порядка свободную, независимую, демократическую и нейтральную Венгрию.
Теперь становилось очевидно, что повторное советское военное вмешательство неизбежно. В целях консолидации всех повстанческих сил, Надь 2 ноября сформировал коалиционное правительство, в котором министром обороны стал один из командиров подразделений восставших Пал Малетер, а коммунистам достались лишь два второстепенных министерских портфеля.

## Состав
| Совет министров Венгерской Народной республики (Второе правительство под председательством Имре Надя) | Совет министров Венгерской Народной республики (Второе правительство под председательством Имре Надя) | Совет министров Венгерской Народной республики (Второе правительство под председательством Имре Надя) | Совет министров Венгерской Народной республики (Второе правительство под председательством Имре Надя) | Совет министров Венгерской Народной республики (Второе правительство под председательством Имре Надя) | Совет министров Венгерской Народной республики (Второе правительство под председательством Имре Надя) |
| Должность                                                                                             | Портрет                                                                                               | Министр                                                                                               | Партия                                                                                                | Партия                                                                                                | Срок пребывания в должности                                                                           |
| --- | --- | --- | --- | --- | --- |
| Председатель                                                                                          | | Имре Надь                                                                                             | | Венгерская партия трудящихся                                                                          | 24 октября — 2 ноября 1956 года                                                                       |
| Первый заместитель Председателя                                                                       | | Андраш Хегедюш                                                                                        | | Венгерская партия трудящихся                                                                          | 24 — 27 октября 1956 года                                                                             |
| Первый заместитель Председателя                                                                       | | Иштван Хидаш                                                                                          | | Венгерская партия трудящихся                                                                          | 24 — 27 октября 1956 года                                                                             |
| Заместитель Председателя                                                                              | | Антал Апро                                                                                            | | Венгерская партия трудящихся                                                                          | 24 октября — 2 ноября 1956 года                                                                       |
| Заместитель Председателя                                                                              | | Ференц Эрдеи                                                                                          | | Венгерская партия трудящихся                                                                          | 27 октября — 2 ноября 1956 года                                                                       |
| Заместитель Председателя                                                                              | | Дьёрдь Марошан                                                                                        | | Венгерская партия трудящихся                                                                          | 24 — 27 октября 1956 года                                                                             |
| Заместитель Председателя                                                                              | | Йожеф Мекис                                                                                           | | Венгерская партия трудящихся                                                                          | 24 — 27 октября 1956 года                                                                             |
| Заместитель Председателя                                                                              | | Йожеф Богнар                                                                                          | | Венгерская партия трудящихся                                                                          | 27 октября — 2 ноября 1956 года                                                                       |
| Государственный министр                                                                               | | Янош Кадар                                                                                            | | Венгерская партия трудящихся                                                                          | 30 октября — 1/2 ноября 1956 года                                                                     |
| Государственный министр                                                                               | | Геза Лошонци                                                                                          | | Венгерская партия трудящихся                                                                          | 30 октября — 2 ноября 1956 года                                                                       |
| Государственный министр                                                                               | | Золтан Тилди                                                                                          | | Независимая партия мелких хозяев                                                                      | 27 октября — 2 ноября 1956 года                                                                       |
| Министр государственного контроля                                                                     | | Арпад Хази                                                                                            | | Венгерская партия трудящихся                                                                          | 24 — 27 октября 1956 года                                                                             |
| Министр экономики                                                                                     | | Дьёрдь Погачаш                                                                                        | | Венгерская партия трудящихся                                                                          | 24 — 27 октября 1956 года                                                                             |
| Министр экономики                                                                                     | | Миклош Рыбиански                                                                                      | | Венгерская партия трудящихся                                                                          | 27 октября — 2 ноября 1956 года                                                                       |
| Министр горнодобывающей промышленности и энергетики                                                   | | Шандор Котнер                                                                                         | | Венгерская партия трудящихся                                                                          | 24 октября — 2 ноября 1956 года                                                                       |
| Министр по налогам и сборам                                                                           | | Андраш Собек                                                                                          | | Венгерская партия трудящихся                                                                          | 24 — 27 октября 1956 года                                                                             |
| Министр по налогам и сборам                                                                           | | Антал Дьенеш                                                                                          | | Венгерская партия трудящихся                                                                          | 27 октября — 2 ноября 1956 года                                                                       |
| Министр внутренней торговли                                                                           | | Янош Тауш                                                                                             | | Венгерская партия трудящихся                                                                          | 24 октября — 2 ноября 1956 года                                                                       |
| Министр внутренних дел                                                                                | | Ласло Пирош                                                                                           | | Венгерская партия трудящихся                                                                          | 24 — 27 октября 1956 года                                                                             |
| Министр внутренних дел                                                                                | | Ференц Мюнних                                                                                         | | Венгерская партия трудящихся                                                                          | 27 октября — 1/2 ноября 1956 года                                                                     |
| Министр здравоохранения                                                                               | | Йожеф Роман                                                                                           | | Венгерская партия трудящихся                                                                          | 24 — 27 октября 1956 года                                                                             |
| Министр здравоохранения                                                                               | | Антал Бабич                                                                                           | | Венгерская партия трудящихся                                                                          | 27 октября — 2 ноября 1956 года                                                                       |
| Министр продовольствия                                                                                | | Режё Ньерш                                                                                            | | Венгерская партия трудящихся                                                                          | 24 октября — 2 ноября 1956 года                                                                       |
| Министр строительства                                                                                 | | Лайош Шиарто                                                                                          | | Венгерская партия трудящихся                                                                          | 24 — 27 октября 1956 года                                                                             |
| Министр строительства                                                                                 | | Вакантно                                                                                              | | | 27 октября — 2 ноября 1956 года                                                                       |
| Министр сельского хозяйства                                                                           | | Янош Матольчи                                                                                         | | Венгерская партия трудящихся                                                                          | 24 — 27 октября 1956 года                                                                             |
| Министр сельского хозяйства                                                                           | | Бела Ковач                                                                                            | | Независимая партия мелких хозяев                                                                      | 27 октября — 2 ноября 1956 года                                                                       |
| Министр обороны                                                                                       | | Иштван Бата                                                                                           | | Венгерская партия трудящихся                                                                          | 24 — 27 октября 1956 года                                                                             |
| Министр обороны                                                                                       | | Карой Янза                                                                                            | | Венгерская партия трудящихся                                                                          | 27 октября — 2 ноября 1956 года                                                                       |
| Министр юстиции                                                                                       | | Эрик Мольнар                                                                                          | | Венгерская партия трудящихся                                                                          | 24 октября — 2 ноября 1956 года                                                                       |
| Министр металлургии и машиностроения                                                                  | | Янош Жерго                                                                                            | | Венгерская партия трудящихся                                                                          | 24 октября — 2 ноября 1956 года                                                                       |
| Министр лёгкой промышленности                                                                         | | Жозефин Надь                                                                                          | | Венгерская партия трудящихся                                                                          | 24 октября — 2 ноября 1956 года                                                                       |
| Министр транспорта и почты                                                                            | | Лайош Бебриц                                                                                          | | Венгерская партия трудящихся                                                                          | 24 — 29 октября 1956 года                                                                             |
| Министр транспорта и почты                                                                            | | Дьёрдь Чанади                                                                                         | | Венгерская партия трудящихся                                                                          | 29 октября — 2 ноября 1956 года                                                                       |
| Министр внешней торговли                                                                              | | Йожеф Богнар                                                                                          | | Венгерская партия трудящихся                                                                          | 24 октября — 2 ноября 1956 года                                                                       |
| Министр иностранных дел                                                                               | | Имре Хорват                                                                                           | | Венгерская партия трудящихся                                                                          | 24 октября — 2 ноября 1956 года                                                                       |
| Министр образования                                                                                   | | Альберт Конья                                                                                         | | Венгерская партия трудящихся                                                                          | 24 октября — 2 ноября 1956 года                                                                       |
| Председатель Национального планового комитета                                                         | | Андор Берей                                                                                           | | Венгерская партия трудящихся                                                                          | 24 — 27 октября 1956 года                                                                             |
| Председатель Национального планового комитета                                                         | | Арпад Кисс                                                                                            | | Венгерская партия трудящихся                                                                          | 27 октября — 2 ноября 1956 года                                                                       |
| Министр культуры                                                                                      | | Йожеф Дарваш                                                                                          | | Венгерская партия трудящихся                                                                          | 24 — 27 октября 1956 года                                                                             |
| Министр культуры                                                                                      | | Дьёрдь Лукач                                                                                          | | Венгерская партия трудящихся                                                                          | 27 октября — 2 ноября 1956 года                                                                       |
| Министр финансов                                                                                      | | Карой Ольт                                                                                            | | Венгерская партия трудящихся                                                                          | 24 — 27 октября 1956 года                                                                             |
| Министр финансов                                                                                      | | Иштван Косса                                                                                          | | Венгерская партия трудящихся                                                                          | 27 октября — 2 ноября 1956 года                                                                       |
| Министр угольной промышленности                                                                       | | Шандор Котнер                                                                                         | | Венгерская партия трудящихся                                                                          | 24 октября — 2 ноября 1956 года                                                                       |
| Министр химической промышленности                                                                     | | Гергей Шабо                                                                                           | | Венгерская партия трудящихся                                                                          | 24 октября — 2 ноября 1956 года                                                                       |
| Министр городского и муниципального управления                                                        | | Янош Шабо                                                                                             | | Венгерская партия трудящихся                                                                          | 24 — 27 октября 1956 года                                                                             |
| Министр городского и муниципального управления                                                        | | Ференц Незвал                                                                                         | | Венгерская партия трудящихся                                                                          | 27 октября — 2 ноября 1956 года                                                                       |